# Male Rodne
Male Rodne je naselje u slovenskoj Općini Rogaškoj Slatini. Male Rodne se nalazi u pokrajini Štajerskoj i statističkoj regiji Savinjskoj. 

## Stanovništvo
Prema popisu stanovništva iz 2002. godine naselje je imalo 118 stanovnika.